# Supercoppa UEFA 2014
La Supercoppa UEFA 2014 è stata la trentanovesima edizione della Supercoppa UEFA, svoltasi il 12 agosto 2014 al Cardiff City Stadium di Cardiff (Galles), dove si sono affrontati il Real Madrid, vincitore della Champions League 2013-2014, ed il Siviglia, vincitore dell'Europa League 2013-2014. Ad otto anni di distanza dall'ultima volta (2006), il match ha visto affrontarsi due club della stessa nazione, anche in questo caso spagnoli.
L'incontro è stato vinto per 2-0 dal Real Madrid, grazie ad una doppietta di Cristiano Ronaldo. La squadra di Carlo Ancelotti è tornata a vincere la Supercoppa UEFA dopo dodici anni.

## Partecipanti
| Squadre     | Qualificazione                                  | Partecipazioni precedenti (il grassetto indica la vittoria) |
| ----------- | ----------------------------------------------- | ----------------------------------------------------------- |
| Real Madrid | Vincitore della UEFA Champions League 2013-2014 | 3 (1998, 2000, 2002)                                        |
| Siviglia    | Vincitore della UEFA Europa League 2013-2014    | 2 (2006, 2007)                                              |

## La partita
Nella prima mezz'ora di gioco il Real domina la partita e va vicino alla rete del vantaggio in quattro occasioni: con un calcio di punizione di Cristiano Ronaldo che termina alto sopra la traversa; un tiro da dentro l'area da parte di Bale che viene parato da Beto; un pericoloso traversone di Coentrão che viene salvato sulla linea da Fazio; e un'altra conclusione di Ronaldo che viene fermata dal portiere degli andalusi. Sulla seguente ripartenza il Siviglia si rende pericoloso con Vitolo, il quale supera in velocità Pepe e conclude con un potente diagonale sinistro che viene neutralizzato da Casillas. Dopo trenta minuti esatti dal fischio iniziale i Blancos trovano la rete del vantaggio con Ronaldo, che insacca alle spalle di Beto dopo aver ricevuto un cross di Bale. Quattro minuti dopo (34') i Rojiblancos sfiorano il gol del pareggio: un'incomprensione difensiva tra Ramos e Coentrão regala il pallone a Carriço la cui conclusione a rete viene, però, parata da un attento Casillas. Il primo tempo si conclude quindi sul punteggio di 1-0 in favore delle Merengues.
Nella seconda frazione di gioco il Real raddoppia (49'): Kroos serve Benzema che a sua volta appoggia in profondità per Ronaldo, il cui diagonale sinistro termina in fondo alla rete e vale la doppietta personale per il fuoriclasse portoghese. Il Siviglia accusa il colpo e non riesce a reagire, tanto che i Blancos vanno vicini a terzo gol prima con Benzema e poi con James Rodríguez; tuttavia Beto respinge entrambe le conclusioni a rete. Il match termine dunque con la vittoria del Real per 2-0; risultato che permette alle Merengues di conquistare la seconda Supercoppa UEFA della loro storia (a distanza di dodici anni dall'ultimo trionfo).

## Tabellino
| Arbitro: | Mark Clattenburg |

|                  |           |  |
| Ronaldo 30’, 49’ | Marcatori |  |

| Real Madrid | Sevilla |

### Formazioni
| P               | 1  | Iker Casillas      |     |     |
| TD              | 15 | Daniel Carvajal    | 45’ |     |
| DC              | 3  | Pepe               |     |     |
| DC              | 4  | Sergio Ramos       |     |     |
| TS              | 5  | Fábio Coentrão     |     | 84’ |
| CC              | 8  | Toni Kroos         | 53’ |     |
| CC              | 19 | Luka Modrić        |     | 86’ |
| AD              | 11 | Gareth Bale        |     |     |
| CO              | 10 | James Rodríguez    |     | 72’ |
| AS              | 7  | Cristiano Ronaldo  |     |     |
| A               | 9  | Karim Benzema      |     |     |
| A disposizione: |    |                    |     |     |
| P               | 13 | Keylor Navas       |     |     |
| D               | 2  | Raphaël Varane     |     |     |
| D               | 12 | Marcelo            |     | 84’ |
| D               | 17 | Álvaro Arbeloa     |     |     |
| C               | 22 | Ángel Di María     |     |     |
| C               | 23 | Isco               |     | 72’ |
| C               | 24 | Asier Illarramendi |     | 86’ |
| Allenatore:     |    |                    |     |     |
| Carlo Ancelotti |    |                    |     |     |

| P               | 13 | Beto                |     |     |
| TD              | 23 | Coke                |     | 84’ |
| DC              | 21 | Nicolás Pareja      |     |     |
| DC              | 2  | Federico Fazio      |     |     |
| TS              | 3  | Fernando Navarro    | 66’ |     |
| MED             | 4  | Grzegorz Krychowiak |     |     |
| MED             | 6  | Daniel Carriço      |     |     |
| ED              | 22 | Aleix Vidal         |     | 66’ |
| CO              | 17 | Denis Suárez        |     | 78’ |
| ES              | 20 | Vitolo              | 42’ |     |
| A               | 9  | Carlos Bacca        |     |     |
| A disposizione: |    |                     |     |     |
| P               | 25 | Mariano Barbosa     |     |     |
| D               | 5  | Diogo Figueiras     |     | 84’ |
| C               | 10 | José Antonio Reyes  |     | 78’ |
| C               | 11 | Jairo               |     |     |
| C               | 12 | Vicente Iborra      |     |     |
| C               | 26 | Luismi              |     |     |
| A               | 14 | Iago Aspas          |     | 66’ |
| Allenatore:     |    |                     |     |     |
| Unai Emery      |    |                     |     |     |